# Alola (Kairuku-Hiri)
Alola ist ein Dorf im Owen-Stanley-Gebirge von Papua-Neuguinea. Es befindet sich im Distrikt Kairuku-Hiri der Central Province.
Durch den Ort führt der Kokoda Track, ein Buschpfad, der im Zweiten Weltkrieg 1942 von den Japanern zum Angriff auf Port Moresby genutzt wurde und heute touristisch genutzt wird. Auch in der Umgebung um Alola kam es zu Kämpfen zwischen australischen und japanischen Truppen.